# 韩震 (1900年)
韩震（1900年—1936年3月2日），曾用名韩珍、韩光、黄甫等，朝鲜族，东北抗日联军将领，东北人民革命军第一军第一师军需部长。:9

## 早年
1900年，韩震出生于朝鲜汉城一个地主家庭。上学期间，他加入“反帝爱国基督青年会”，从事抗日爱国的宣传工作，1919年参加三一运动。他原本准备与其它爱国志士一起前往中国东北从事抗日救国运动，但他的父亲却极力反对他从事反日运动。为了把儿子留在家里，他父亲安排韩震与一位富家千金结了婚。但韩震最终还是在1928年离家去往中国东北吉林省磐石县。:174-175:164-165:170
初到磐石时，韩震在草石山朝鲜族小学校教书为掩护，从事革命运动。1930年8月，中共磐石县委成立后，他被吸收加入中国共产党。1931年，他被张作相的军警逮捕，由于证据不足最终在1932年冬被释放。由于他刚出狱，县委对他按例进行审查。碰巧他的妻子这时从朝鲜来磐石找他。富家女的吵闹给他带来了负面的影响。县委让他暂时不要参加一些重要的会议。韩震对这些措施很不理解，将媳妇打发回朝鲜后，他脱离了党组织准备和几个人单干，但却处处碰壁。几个月后，他在县委的教导下重回磐石游击队，后被派往拐子坑任区委书记兼乡书记。:175-176:165-167:170-171

## 军需部长
1934年6月，韩震被调任到东北人民革命军第一军独立师师部作党务工作。同年11月初，他在临江县（今白山市）举行的中共南满第一次代表大会上代表独立师作了《关于人民革命军独立师整体工作情况》的报告。11月7日，独立师改编为东北人民革命军第一军，下设两个师。韩震被任命为第一师军需部长兼作党务工作。:176:9:171
1934年，第一军将根据地从磐石县转移到桓仁县老秃顶和本溪县老和尚帽子两山之间的密林中。韩震上任军需部长后便开始了新根据地的营建，带领士兵先后建好小型兵工厂、被服厂、操场、简易医院、伤病员修养所和十几个密营。在日军对抗联实行经济封锁，军事围剿的艰难时期，这些储备有粮食，子弹和药物的密营为保存抗联第一军的实力起到重要作用。韩震因此也被称为“抗日军的好后勤”。他在桓仁地区先后建立起反日会、农民自卫队、青年义勇军、妇女会等群众抗日组织。这些组织不仅为抗联提供粮食和物资，还为抗联提供兵源。为割断抗联与村民的联系，日军开始强迫村民“归屯并户”，烧毁民房，逼迫农民住进日军把守的“集团部落”。有些农民为响应韩震的号召宁愿睡在地里也不归大屯。很多被迫住进集团部落的农民，也想尽办法将粮食种子带给抗联。:176-180:9:171-174
1936年3月2日，一师司令部与农民自卫队在桓仁仙人洞的一个农民家中召开军事会议，讨论成立一师四团的事宜。由于有人告密，在会议快结束时，兴京县平顶山日本守备队包围了会议地址。韩震在掩护其它人撤退时中弹牺牲，时年36岁。:180:173:174

## 纪念
- 2012年8月，辽宁省本溪市桓仁满族自治县县委、县政府为纪念韩震等18位烈士在桓仁仙人洞村建桓仁抗联烈士陵园（2014年8月竣工）。陵园内建有牌坊、纪念碑以及韩震等18位烈士的合冢墓。[5]
- 2023年，韩震牺牲地遗址被本溪市人民政府列为市级文物保护单位。[6]